# Camillo Guidi

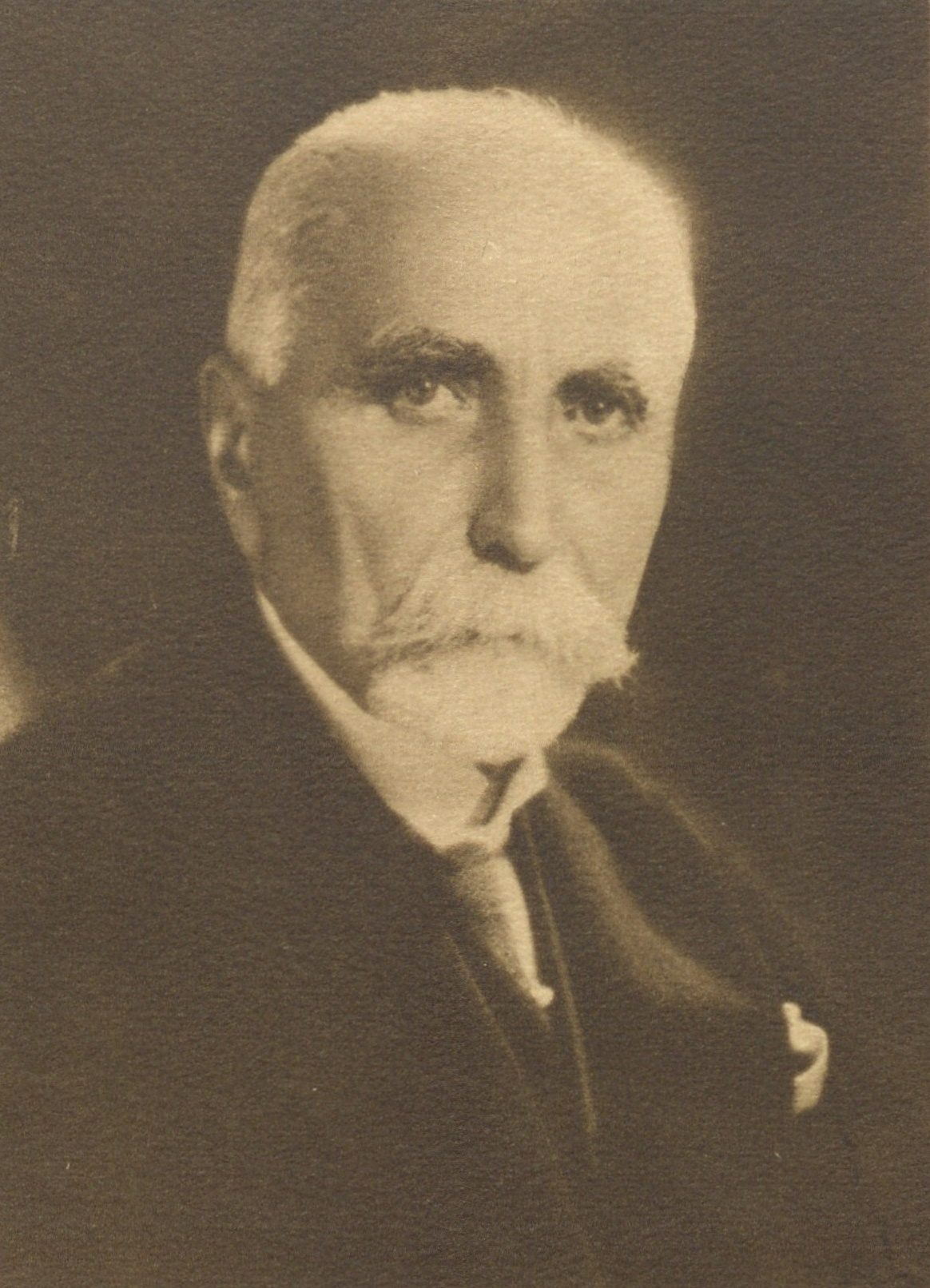
Camillo Guidi

Camillo Guidi (* 24. Juli 1853 in Rom; † 30. Oktober 1941 ebenda) war ein italienischer Bauingenieur und Ingenieurwissenschaftler.

## Leben
Guidi besuchte die Ingenieurschule (Scuola di applicazione per ingegneri) in Rom mit dem Laurea-Abschluss 1873. Er wurde 1882 außerordentlicher Professor für graphische Statik am Polytechnikum in Turin und ab 1887 hatte er den Lehrstuhl für Bauingenieurwesen. Außerdem lehrte er ab 1893 Brückenbau und hatte das Materialforschungslabor unter sich. 1928 wurde er emeritiert.
Seit 1895 gehörte er zu den Mitgliedern der Accademia delle Scienze di Torino, 1927 wurde er in die Accademia dei XL, 1936 in die Päpstlichen Akademie der Wissenschaften und 1938 in die Accademia dei Lincei aufgenommen.
Er entwickelte die Theorie des elastischen massiven Bogens und war in Italien ein Pionier der Theorie des Stahlbetons ähnlich wie in Deutschland Emil Mörsch (Karl-Eugen Kurrer) und wirkte durch sein Lehrbuch des konstruktiven Ingenieurbaus.
Zu seinen Schülern gehören Gustavo Colonetti, der auch der Nachfolger auf seinem Lehrstuhl in Turin war, und der Bauingenieur und Unternehmer Giovanni Antonio Porcheddu.
Sein Sohn Guido Guidi (1891–1983) war Ingenieur und Flugpionier in Italien.

## Schriften
- L’arco elastico. Turin 1888
- Lezioni sulla scienza delle construzioni. 5 Bände. Turin 1896 bis 1938 (mehrfach aufgelegt)